# ستيرلينغ شارب
ستيرلينغ شارب (بالإنجليزية: Sterling Sharpe)‏ هو لاعب كرة قدم أمريكية أمريكي، ولد في 6 أبريل 1965 في شيكاغو في الولايات المتحدة.

## وصلات خارجية
- ستيرلينغ شارب على موقع إي إس بي إن.كوم (أن.أف.أل)3
- ستيرلينغ شارب على موقع مرجع كرة القدم المحترفة.كوم (الإنجليزية)
- ستيرلينغ شارب على موقع IMDb (الإنجليزية)